# Jegunovce
Jegunovce (in macedone Јегуновце? e in albanese Jegunoc) è un comune rurale della Macedonia del Nord di 10 790 abitanti (dati 2002).

## Geografia fisica
Il comune confina con il Kosovo a nord e a est, con Skopje a sud-est, con Tearce a ovest, con Želino a sud e con Tetovo a sud-ovest.

## Società

### Evoluzione demografica
In base al censimento del 2002 il comune ha 10 790 abitanti.
Dal punto di vista etnico sono così suddivisi:
- Macedoni: 5 963 (55,26%)
- Albanesi: 4 642 (43,11%)
- Serbi: 109 (1,00%)
- Rom: 41 (0,37%) e altri [1]

## Località
Il comune è formato dall'insieme delle seguenti località:
- Jegunovce (sede comunale)
- Žilče
- Šemševo
- Jančište
- Kopance
- Podbregje
- Preljubište
- Raotince
- Ratae
- Siričino
- Tudence
- Belovište
- Rogačevo
- Staro Selo
- Vratnica
- Orašje
- Jažince